# گروس (نبراسکا)
گرووس(به انگلیسی: Gross) شهری در ایالت نبراسکا کشور ایالات متحده آمریکا است که جمعیت آن در سرشماری سال ۲۰۱۰ میلادی، ۲ نفر بوده‌است.

## نگارخانه

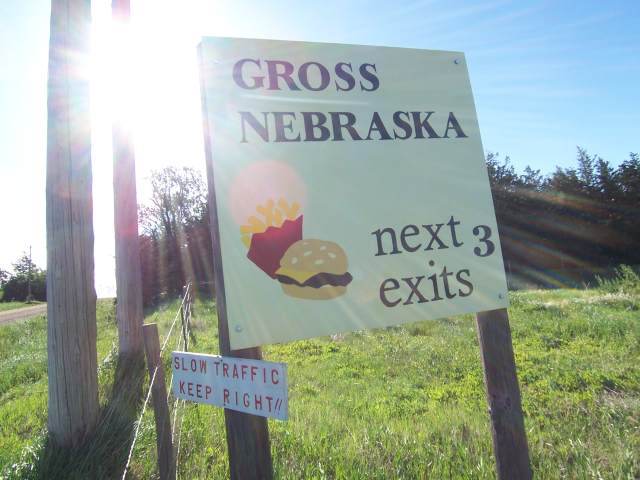
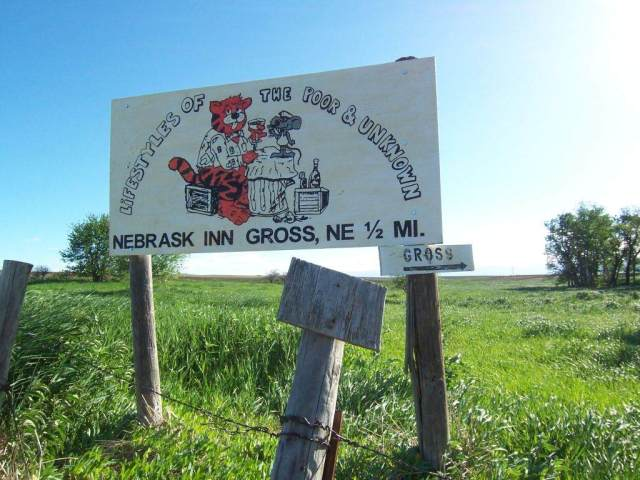
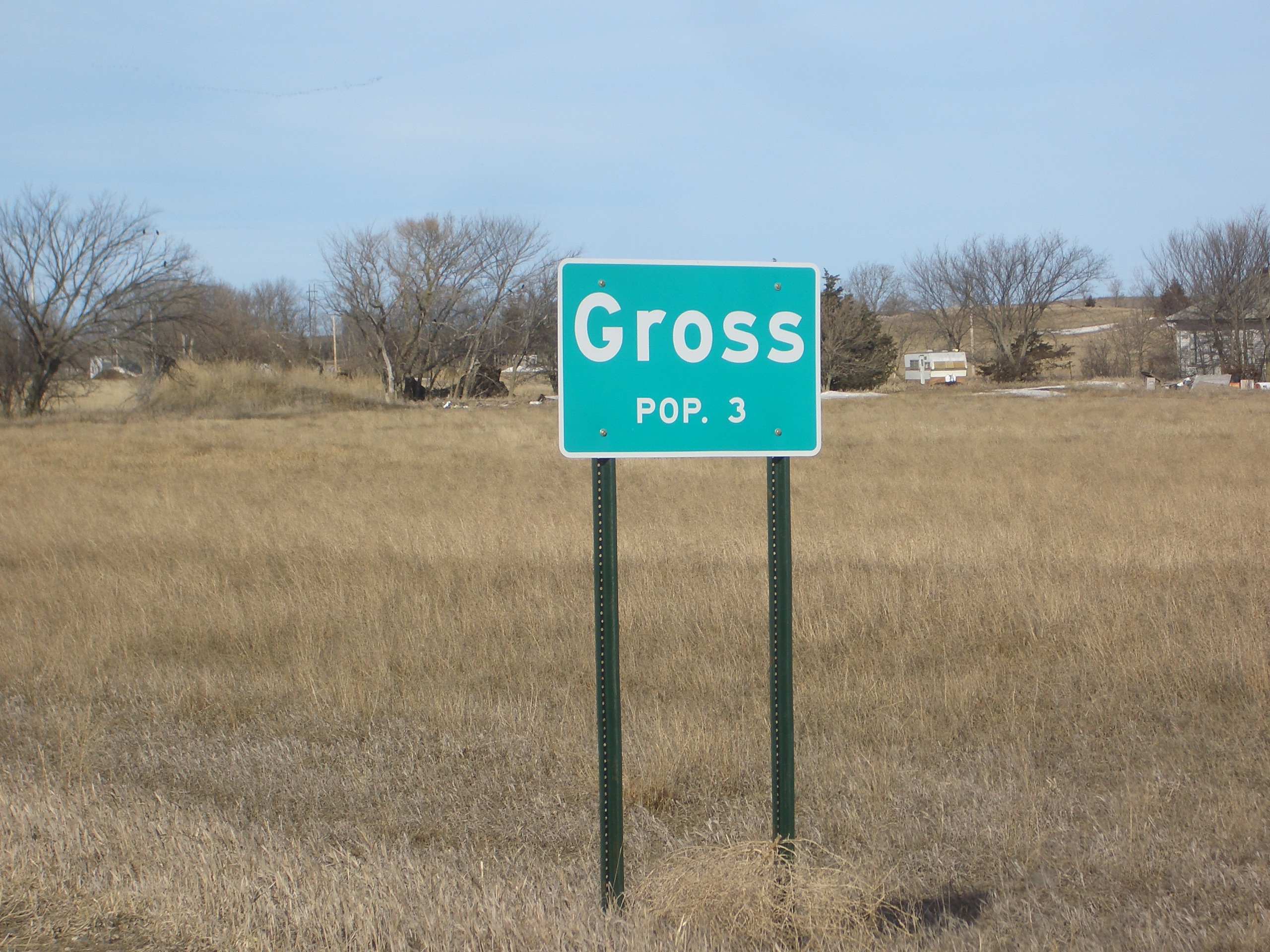